# Elvis in Concert
Elvis in Concert es el quincuagésimo novemo álbum y el séptimo y último álbum en directo del músico y cantante estadounidense Elvis Presley, publicado por la compañía discográfica RCA Victor en octubre de 1977. El álbum sirvió de banda sonora del especial televisivo homónimo, que incluyó algunas de las últimas interpretaciones de Presley. Filmado el 19 y 21 de junio de 1977, Elvis in Concert fue emitido por el canal CBS y publicado el 3 de octubre, dos meses después de la muerte de Presley. Alcanzó el puesto cinco en la lista estadounidense Billboard 200 y fue certificado como triple disco de platino por la RIAA en 2002.
El concierto fue grabado durante dos conciertos ofrecidos en Omaha (Nebraska) y Rapid City (Dakota del Sur), en la que sería su última gira. Felton Jarvis, productor personal de Presley, produjo la grabación, realizada en una grabadora de cuatro pistas. Según el libro Elvis: The Illustrated Record de Roy Carr y Mick Farren, los conciertos fueron grabados con la intención de producir un especial televisivo, pero el deterioro físico de Presley obligó a archivar el proyecto. Tras su fallecimiento, sin embargo, se decidió emitirlo como homenaje al músico. Aunque ambos conciertos fueron los últimos conciertos de Presley grabados profesionalmente, Vernon Presley, padre del músico, grabó un mensaje que fue emitido al final del especial e incluido en el álbum, en el que erróneamente decía que fueron las últimas apariciones en vivo de su hijo. Al respecto, Elvis realizó cinco conciertos más después de filmar el especial. El último concierto de Elvis tuvo lugar en el desaparecido Market Square Arena, en Indianápolis (Indiana), el 26 de junio de 1977, del cual no se realizó una grabación profesional, aunque existen bootlegs o grabaciones amateur.
Elvis in Concert fue publicado como doble disco de vinilo, con un segundo disco que incluyó canciones no presentes en el especial televisivo. En 1992, fue reeditado como un único disco compacto.

## Lista de canciones
1. "Elvis Fans Comments (Pt. 1)/Opening Riff"
2. "Also Sprach Zarathustra"
3. "See See Rider"
4. "That's All Right"
5. "Are You Lonesome Tonight?"
6. "Teddy Bear"/"Don't Be Cruel"
7. "Elvis Fans Comments (Pt. 2)"
8. "You Gave Me a Mountain"
9. "Jailhouse Rock"
10. "Elvis Fans Comments (Pt. 3)"
11. "How Great Thou Art"
12. "Elvis fans comments (Pt. 4)"
13. "I Really Don't Want To Know"
14. "Elvis Introduces his Father"
15. "Hurt"
16. "Hound Dog"
17. "My Way"
18. "Can't Help Falling in Love"
19. "Closing Riff/Special Message from Elvis's Father"
20. "I Got a Woman/Amen"
21. "Elvis Talks"
22. "Love Me"
23. "If You Love Me (Let Me Know)"
24. "'O sole mio/It's Now or Never"
25. "Trying to Get to You"
26. "Hawaiian Wedding Song"
27. "Fairytale"
28. "Little Sister"
29. "Early Morning Rain"
30. "What'd I Say"
31. "Johnny B. Goode"
32. "And I Love You So"

## Músicos
- Elvis Presley: voz y guitarra acústica
- James Burton: guitarra
- John Wilkinson: guitarra rítmica
- Charlie Hodge: guitarra acústica y coros
- Jerry Scheff: bajo
- Ron Tutt: batería
- Tony Brown: piano
- Bobby Ogdin: piano
- Joe Guercio: orquesta

- The Sweet Inspirations - coro femenino
- J.D. Sumner and The Stamps Quartet - coros masculinos
- Kathy Westmoreland - coro soprano

## Posicionamiento
| País           | Lista                        | Posición |
| -------------- | ---------------------------- | -------- |
| Canadá         | Canadian Albums Chart        | 4        |
| Estados Unidos | Billboard Pop Albums         | 5        |
| Estados Unidos | Billboard Top Country Albums | 1        |

## Posterioridad
Después del lanzamiento oficial en el año 1977 no se hicieron ediciones posteriores hasta los años noventa, en donde el sello discográfico RCA Records lo incluyera en una serie de ediciones de Disco Compacto y Casete llamada Elvis In The 90s. Después de eso no hubo más versiones. La última que se tiene registro en el sitio web Discogs es del año 2007.

## Lanzamientos No Oficiales
Durante el apogeo del Disco Compacto a principios de los 90s y parte de la década del 2000s sellos discográficos independientes hicieron lanzamientos de conciertos de Elvis Presley en CD de recitales de los años 1969 hasta la muerte del cantante en el año 1977. Existen varias versiones usando las tapas originales de la CBS en Omaha y Rapid City lo mismo se aplica en la contra parte de vídeo. 
Lista de lanzamientos publicados:
- Candid Elvis On Camera (19-06-77)

- As I Leave You (19-06-77)

- Elvis From Omaha To Rapid City (19-06-77)

- The CBS Concert Recordings (19-06-77)/(21-06-77)

- Elvis Rocks Rapid City (21-06-77)

- Elvis From Omaha To Rapid City (21-06-77)

- A Study Of Elvis Presley’ In Concert (19-06-77)/(21-06-77)